# Johnson Mbangiwa
Johnson Mbangiwa (* 28. Februar 1956) ist ein ehemaliger botswanischer Marathonläufer.

## Sport
Mbangiwa nahm an den Olympischen Sommerspielen 1984 in Los Angeles teil.
Im Marathon kam er auf Platz 76. Bei den Commonwealth Games 1986 kam er auf Platz 18.